# 波羅的海沿岸第1方面軍
波羅的海沿岸第1方面軍（俄语：Пéрвый Прибалтийский фронт）是蘇聯紅軍在第二次世界大戰期間的一個方面軍。最初由安德烈·叶廖缅科大將指揮，後來由伊万·巴格拉米扬大將接任。1943年10月12日由加里寧方面軍改名成立，參與了多次重要的軍事行動，尤其是在1944年夏天的巴格拉基昂行動。波羅的海沿岸第1方面軍還於1944年1月27日協助解除了的德軍對列寧格勒的圍困，並在泽姆兰战役中作為泽姆兰集群參與了1945年4月對柯尼斯堡的攻佔行動。

## 人事
司令員
- 安德烈·叶廖缅科大將：1943年10月—1943年11月19日
- 伊万·巴格拉米扬大將：1943年11月19日—1945年2月

軍事委員會委員
- 德米特里·列昂諾夫中將：1943年10月—1944年11月
- 米哈伊爾·魯達科夫中將：1944年11月—1945年2月

參謀長
- 弗拉基米爾·庫拉索夫上將：1943年10月—1945年2月

## 戰鬥序列
1944年6月23日：
- 第4突擊軍團
- 第6近衛軍團
- 第43軍團
- 第3航空軍團

## 註腳
1. ↑  朱世巍（2009年），第54页